# Ämircan
Ämircan (azerbajdzjanska: Əmircan; tidigare ryska: Амирджан: Amirdzjan) är en ort i Azerbajdzjan. Den hade 31 200 invånare år 2015.